# 皆川康夫
皆川康夫（1947年11月3日—），日本棒球選手，出生於静岡縣浜松市，曾經效力於日本職棒日本火腿等隊伍，生涯通算14次勝投。